# Chó sục cáo lông xoăn
Chó sục cáo lông xoăn (Wire Fox Terrier) là một giống chó trong nhóm chó sục (Terrier). Loại chó lông xoăn này thường được nuôi ở những nơi ẩm ướt, bộ lông của chúng ít bị tổn hại hơn so với loại chó lông mượt. Ngày nay, chúng được nuôi để làm bạn với người (Companion dog). Hai loại Chó sục cáo lông mượt và lông xoăn đôi khi bị ghép chung vào một nòi chó, mặc dù chúng được tách biệt từ năm 1984 tại Mỹ. Giống chó này là nguyên mẫu cho chú chó Milou (Mi-lu), bạn đồng hành của TinTin trong bộ truyện tranh Những cuộc phiêu lưu của TinTin.

## Đặc điểm
Chó Fox Terrier lông xoăn có lớp lông xoăn màu trắng với các mảng màu đen và nâu. Chó đực cao từ 14-16 inches (36–41 cm), chó cái cao từ 13-15 inches (33–38 cm). Chó đực nặng khoảng từ 15-20 pounds (7–9 kg) trong khi Chó cái nặng từ 13-18 pounds (6–8 kg). Tuổi thọ chúng khoảng 15 năm trở lên. Bệnh động kinh thường có khả năng di truyền rất cao đối với giống chó này.
Cổ chúng dày và lực lưỡng, chúng có kiểu đầu hẹp phẳng, thon, với tai hình gấp nếp hình chữ V về phía trước. Cái đuôi bình thường được cắt bớt tới 1/ 4 chiều dài và dựng đứng ở trên lưng chứ không rủ ra phía sau. Chó có được nhiều vũ khí để tấn công như những hàm răng mạnh mẽ, răng được phát triển rất tốt, có sự hăng hái, sức mạnh ở cơ thể nhỏ nhắn. Đôi mắt tối, nhỏ, sâu.
Nếu chó chó lông xoăn nuôi theo kiểu vật cưng, có thể mất thời gian chải lông cho chúng, tắm cho chúng khi cần thiết. Để giữ lớp lông xoăn trông đẹp mắt, lớp lông phải được chải bỏ vài lần một năm và thường xuyên hơn cho những con chó đi thi. Lớp lông xoăn của chúng rụng rất ít, đến mức gần như không rụng lông và là rất tốt cho những người bị dị ứng.

## Tập tính
Chó lông xoăn rất mạnh mẽ và hiếu động. Giống như người anh em của chúng, chúng rất thích đùa nghịch, đặc biệt với trẻ em nhưng cũng rất hay cắn. Chúng rất dễ thương với gia đình, sẵn sàng đùa nghịch và vui chơi liên tục. Chúng học những trò đùa nghịch nhanh. Chúng là một trong số những loại chó hiếu chiến nhất, Chó lông xoăn luôn có xu hướng muốn đánh nhau với các con chó khác, kể cả những chú chó lớn hơn và thường không có sự tin cậy đối với các con vật nuôi trong nhà khác.

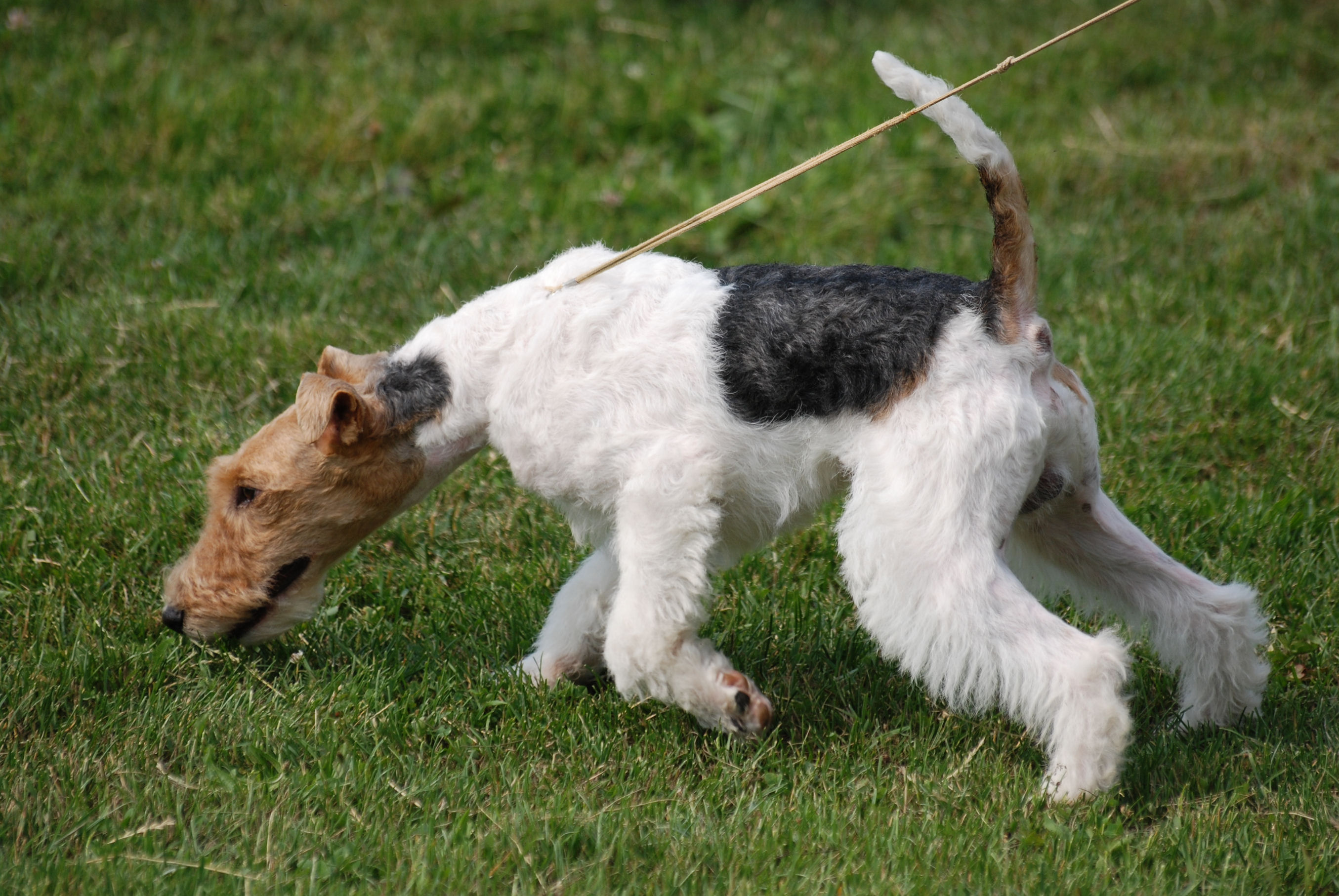
Chó xoăn có thể giết chết các con vật khác nếu có cơ hội

Chó lông xoăn cũng thích đi săn và có thể giết chết những con vật khác, kể cả chim, nếu chúng có cơ hội. Bản năng thúc giục những con chó này săn đuổi mạnh mẽ và chúng thích bắt mèo cũng như những con chó nhỏ khác. Chó lông xoăn thường hay cắn, và cho dù chúng thích chơi đùa, chúng vẫn cần phải được trông chừng khi chơi với trẻ nhỏ. Chúng cũng có thể chung sống hoà thuận với con chó khác trong gia đình. Chó lông xoăn thích sủa và có thể làm chó canh gác rất tốt.
Chó Fox Terrier có thể sống tốt trong các căn hộ nếu chúng được tập luyện đầy đủ. Chúng rất hiếu động trong nhà và tốt nhất là dành cho chúng một khoảng sân để chơi. Với một khoảng sân nhỏ là đủ cho loại chó này có thể vận động bằng cách tự chạy chơi xung quanh. Nhưng nếu sống trong một căn hộ, cần cho chúng đi bộ dài hay nô đùa trong công viên.

## Tham khảo

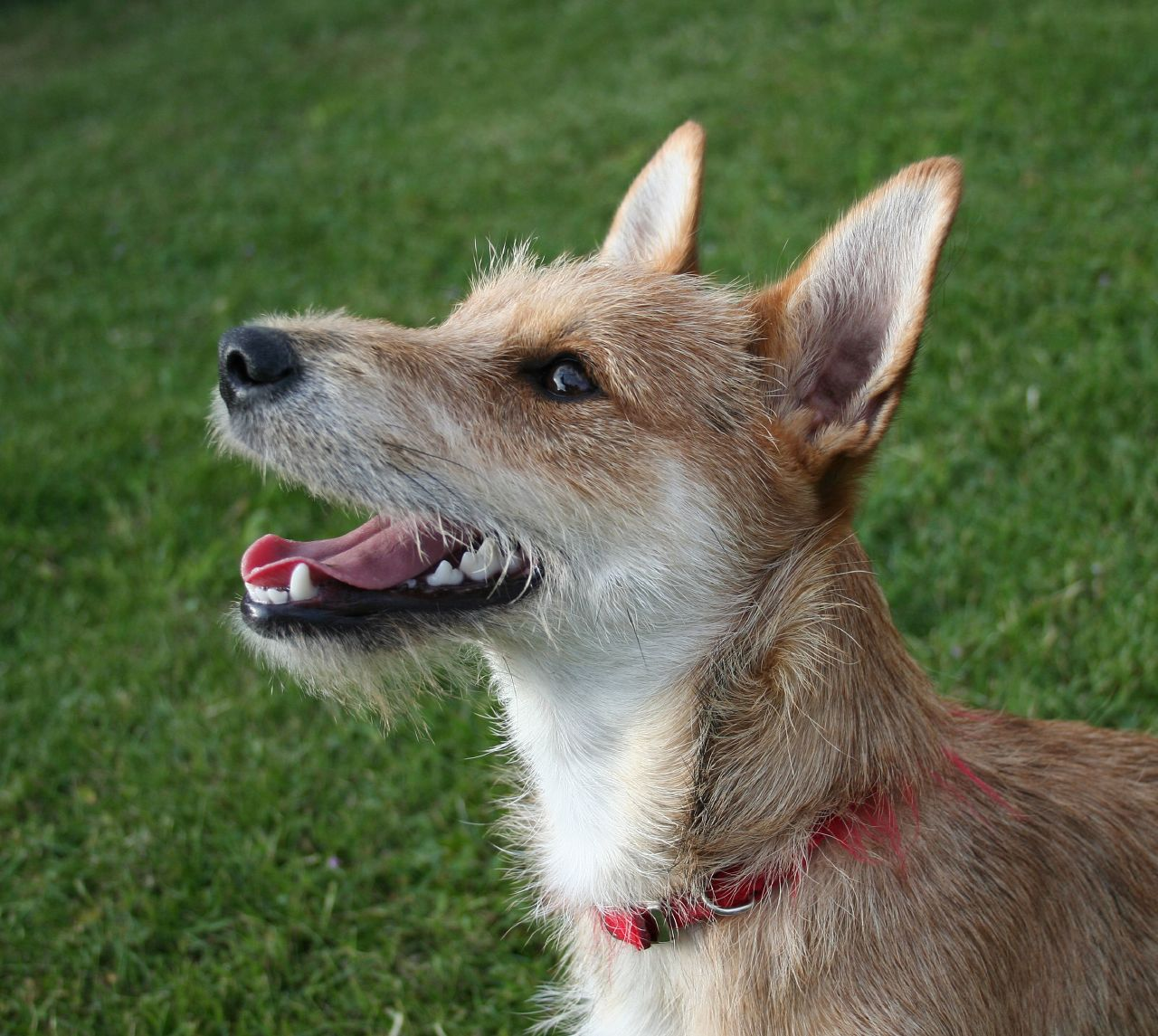
Chó sục lông xoăn lai giống